# Teeth of Lions Rule the Divine
A Teeth of Lions Rule The Divine egy doom metal supergroup. A tagok a műfaj több képviselőjéből érkeztek ebbe a zenekarba.
2001-ben alakultak meg az angliai Nottingham-ben. Nem sok dolog ismert a zenekarról. Nevüket a drone metal úttörőjének számító Earth ugyanilyen című daláról kapták. 
Mindössze egy stúdióalbumot jelentettek meg,
Az ismeretlen, mi történt későbbiekben a zenekarral. Valószínű, hogy feloszlottak és a tagok visszatértek a saját együtteseikbe.

## Tagok
- Lee Dorrian (Cathedral) – ének
- Stephen O'Malley (Sunn O)))) – gitár
- Greg Anderson (Sunn O)))– basszusgitár
- Justin Greaves (Electric Wizard) – dobok

## Diszkográfia
- Rampton (2002)